# 後驛駅

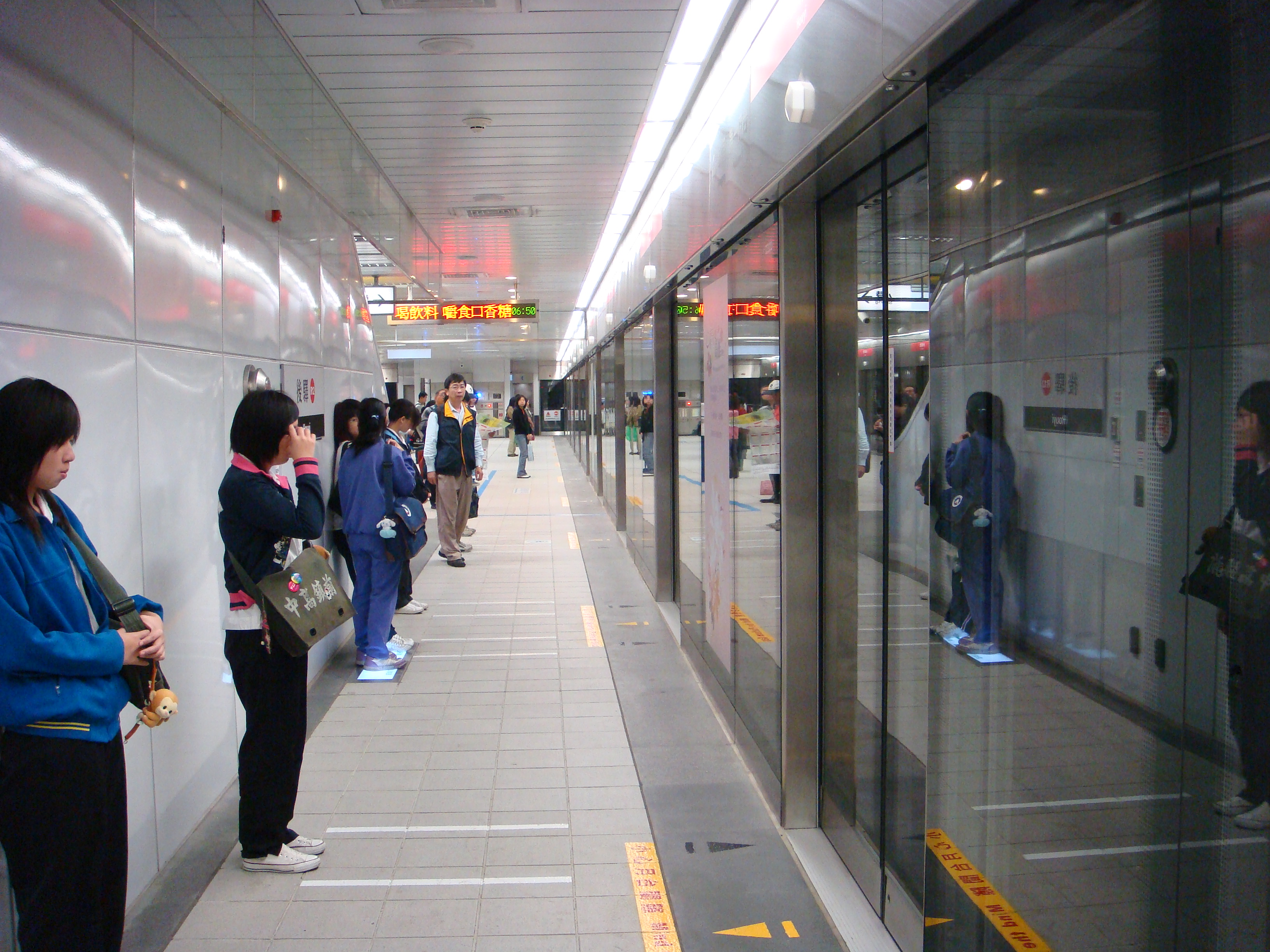
後驛駅ホーム

後驛駅（こうえきえき）は台湾高雄市三民区にある高雄捷運紅線の駅。博愛一路と察哈爾街との交差点に位置し、駅番号はR12。客家語の放送は「後站」の客家語発音で行われている。

## 駅構造
- 3層構造でホームドア付き島式ホーム1面2線の地下駅であり、4箇所の出入口がある。

### 駅階層
| 地階    | 出入口                         | 出入口                                     |
| 地下2階 | コンコース階                   | コンコース、案内所、自動券売機、自動改札口 |
| 地下2階 | コンコース階                   | トイレ（駅北側で改札口の外、出口2近く）    |
| 地下3階 | 1番ホーム                      | ←■紅線 高雄車站・小港方面（高雄車站駅）    |
| 地下3階 | 島式ホーム、左側のドアが開く。 |                                            |
| 地下3階 | 2番ホーム                      | ■紅線 左営／高鉄・岡山駅方面（凹子底駅）→  |

### 駅出口
出口1、2は駅南端、出口3、4は駅北端にあり、出口2にはバリアフリーのエレベーターがある。
- 出口1：十全国小，三民区行政センター（博愛一路西側，察哈爾二街交差点）
- 出口2：三民公園，三民国中（博愛一路東側，察哈爾一街交差点）
- 出口3：愛河之心，土地銀行（博愛一路東側，綏遠一街交差点）
- 出口4：高雄銀行，綏遠二街（博愛一路西側，綏遠二街交差点）

## 利用状況
| 年   | 年間      | 年間      | 年間      | 年間     | 1日平均 | 1日平均 |
| 年   | 乗車      | 下車      | 乗下車計  | 出典     | 乗車    | 乗下車  |
| ---- | --------- | --------- | --------- | -------- | ------- | ------- |
| 2008 | 1,068,220 | 1,092,744 | 2,160,964 | [ 注 1 ] | 3,971   | 8,033   |
| 2009 | 1,464,094 | 1,507,078 | 2,971,172 | [ * 2 ]  | 4,011   | 8,140   |
| 2010 | 1,481,192 | 1,569,197 | 3,050,389 | [ * 3 ]  | 4,058   | 8,357   |
| 2011 | 1,562,240 | 1,648,983 | 3,211,223 | [ * 4 ]  | 4,280   | 8,798   |
| 2012 | 1,817,210 | 1,902,744 | 3,719,954 | [ * 4 ]  | 4,965   | 10,164  |
| 2013 | 1,941,231 | 2,015,112 | 3,956,343 | [ * 4 ]  | 5,318   | 10,839  |
| 2014 | 1,951,657 | 2,007,853 | 3,959,510 | [ * 4 ]  | 5,347   | 10,848  |
| 2015 | 1,872,036 | 1,920,176 | 3,792,212 | [ * 4 ]  | 5,129   | 10,390  |
| 2016 | 1,921,183 | 1,970,742 | 3,891,925 | [ * 4 ]  | 5,249   | 10,634  |
| 2017 | 2,003,243 | 2,041,609 | 4,044,852 | [ * 4 ]  | 5,488   | 11,082  |
| 2018 | 2,064,543 | 2,118,139 | 4,182,682 | [ * 4 ]  | 5,656   | 11,459  |
| 2019 | 2,044,539 | 2,099,421 | 4,143,960 | [ * 4 ]  | 5,601   | 11,353  |
| 2020 | 1,556,263 | 1,591,845 | 3,148,108 | [ * 4 ]  | 4,252   | 8,601   |

- 統計に関する出典

註釈
1. ↑  3月8日開業後の運営日数は296日だが、統計は有料化開始の4月7日以降269日で算出している[* 1] ）

出典
1. ↑  （繁体字中国語）高雄捷運公司 (2009年1月10日). “高雄都會區大眾捷運系統各站旅運量統計表”.   高雄市政府交通局. p. 頁10. 2019年5月5日閲覧。
2. ↑  （繁体字中国語）“高雄都會區大眾捷運系統各站旅運量統計表 中華民國98年”.   高雄市政府捷運工程局. p. 頁13 (2009年1月10日). 2019年10月27日閲覧。
3. ↑  （繁体字中国語）“高雄都會區大眾捷運系統各站旅運量統計表 中華民國99年”.   高雄市政府捷運工程局. p. 頁13. 2019年10月27日閲覧。
4. ↑  （繁体字中国語）“高雄都會區大眾捷運系統各站旅運量-年 依 年, 捷運站別 與 入出站”.   高雄市政府交通局 (2021年3月12日). 2021年3月12日閲覧。 高雄市統計資訊服務網

## 歴史
- 2008年3月9日 - 高雄捷運紅線の「橋頭駅～小港」間が正式に開通した[2]。

## 隣の駅
高雄捷運
■紅線
凹子底駅 - 後驛駅 - 高雄車站駅

## 註釈・出典
1. ↑  「後驛」とは駅裏を指す。"Station"を「驛」（駅）と称するのは日本統治時代の名残であり、中国語でStationは通常「車站」（「火車站」の省略形）、駅正面口は「前站」、その反対側は「後站」と呼ぶ。本駅は高雄駅（南側が正面）の北側に位置する。
2. ↑  “高雄捷運（地下鉄）紅線が開業”. 台北駐日経済文化代表処. (2008年3月11日)